# Aeneas (Roussel)
Aeneas is een compositie van Albert Roussel. Roussel vertelt daarin het verhaal van Aeneas door een vertolking door koor en orkest. De verhaallijn kwam van Joseph Weterings, de tijd de zevende eeuw voor Christus. De klassieke muziek werd in dit werk vermengd met invloeden uit de jazz.
Het werk bestaat uit een aantal delen:
1. Prélude
2. Introduction - Danse des ombres
3. Les épreuves d'Aeneas - La solitude
4. Apparition de la Sibylle
5. Les joies funestes
6. Danse de Didon - Les amours tragiques
7. Danse guerrière - Le passé
8. Danse d'Enée
9. Hymne final, Le peuple Romain

De eerste uitvoering kwam tot stand door een opdracht van Herman Scherchen voor de Wereldtentoonstelling van 1935 te Brussel, BOZAR. Leonid Katchourovsky tekende voor de choreografie. Het werk had te lijden onder de aanloop naar de Tweede Wereldoorlog. Aeneas was hier (historisch onjuist) dan wel de stichter van Rome, maar daar was Benito Mussolini en het fascisme aan de macht en verheerlijking van hem en die ideeën ging een aantal landen te ver. Na de oorlog kreeg het te maken met de drang naar nieuwe muziek en viel het werk opnieuw buiten de boot.   
Roussel schreef zijn Aeneas voor:
- sopranen, alten, tenoren, bariton,
- 1 piccolo, 2 dwarsfluiten, 2 hobo’s, 1 althobo,  2 klarinetten, 1 basklarinet, 2 fagotten, 1 contrafagot
- 4 hoorns, 3 trompetten, 3 trombones, 1 tuba
- pauken,  percussie (triangel, bekkens, grote trom, tamtam),  piano
- violen, altviolen, celli, contrabassen

Het werk kent slechts 2 opnames in 2013:
- een Orkest van Luxemburg en een Academisch koor uit Europa stond onder leiding van Benjamin Butterfield;
- een opname onder leiding van Jean Martinon met zijn Orchestre National de France, een opname uit 1968/1969);
- beide zijn dan al jaren uit de handel.